# جاسک کهنه
جاسک کهنه، روستایی در دهستان جاسک بخش مرکزی شهرستان جاسک در استان هرمزگان ایران است. این روستا، مرکز دهستان جاسک است.

## جمعیت
بر پایه سرشماری عمومی نفوس و مسکن در سال ۱۳۹۵، جمعیت این روستا برابر با ۱٬۲۰۲ نفر (۲۸۸ خانوار) بوده‌است.